# 胡则
胡则（963年—1039年），初名厕，字子正，北宋名臣，婺州永康人，一生历仕太宗、仁宗、真宗三朝，“十握州符，六持使节”，为官四十八载。卒后在浙江民间逐渐成为信仰的对象，被称为胡公、胡公大帝。

## 生平
胡厕于宋端拱二年（989年）登进士，宋太宗赐名为“则”。
至道二年（996年），胡则任宪州录事参军，恰逢灵、夏正用兵，由于胡则退敌有功，升任著作佐郎，签书贝州观察判官。后胡则以特使的身份在河北查销冗役十余万，使当地百姓得以休养生息。后升著作丞，知浔州，以太常博士提举两浙榷茶，兼知睦州，又徙温州。年余后，提举为江南路银铜场铸钱监，改江淮制置发运使，升尚书户部员外郎。宋真宗后，胡则又擢升为三司度支副使。后来先后任京西转运使、礼部郎中、广西路转运使等职。

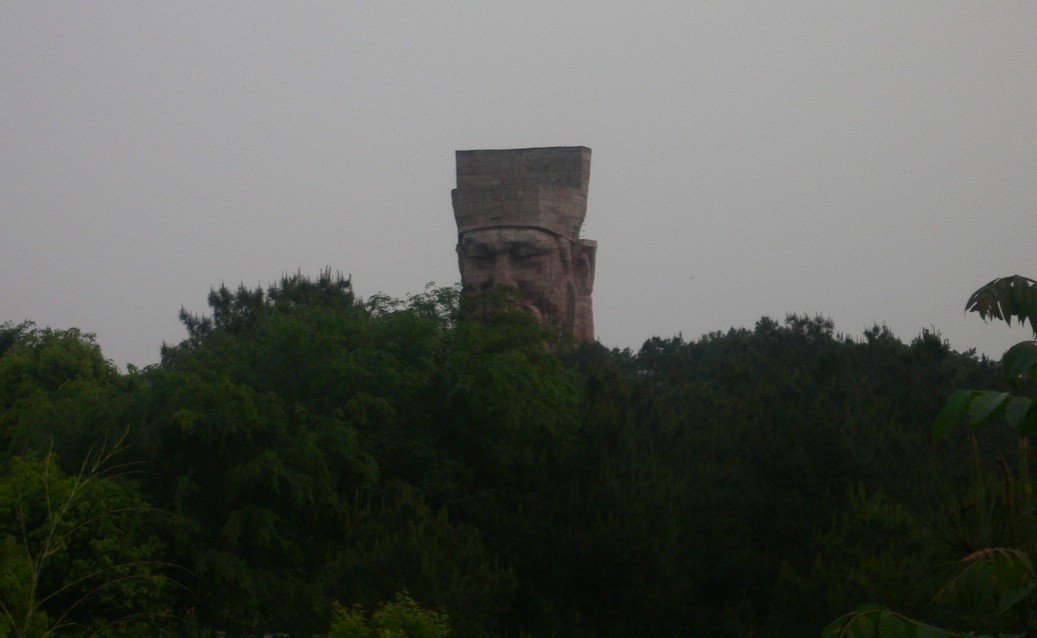
方岩上胡则的巨型雕像（已拆除）

天禧三年（1019年），胡则巡视宜州，复审了一批案件后，当时十九个判处重辟（死刑）的囚犯辩活了九人。后复任发运使，累迁至太常少卿。
乾兴元年（1022年），丁谓被治罪，累及胡则，因而降知信州，改徙福州，又以右谏议大夫知杭州。后复任太常少卿，知池州。未行，复谏议大夫、知永兴军，徙河北都转运使，以给事中权三司使。胡则提请朝廷对盐法进行改革，改原官卖为商销，深得百姓之心。
天圣九年（1031年），胡则被降谪至陈州，与当时任陈州通判的范仲淹私交甚厚。
明道元年（1032年），胡则任工部侍郎，集贤院学士，趁当时江淮大旱之际进谏，免除衢州、婺州百姓的身丁钱。
景祐元年（1034年），宋廷加封胡则为兵部侍郎，定居于杭州，直至逝世，葬于龙井狮峰山麓。范仲淹作铭。

## 信仰

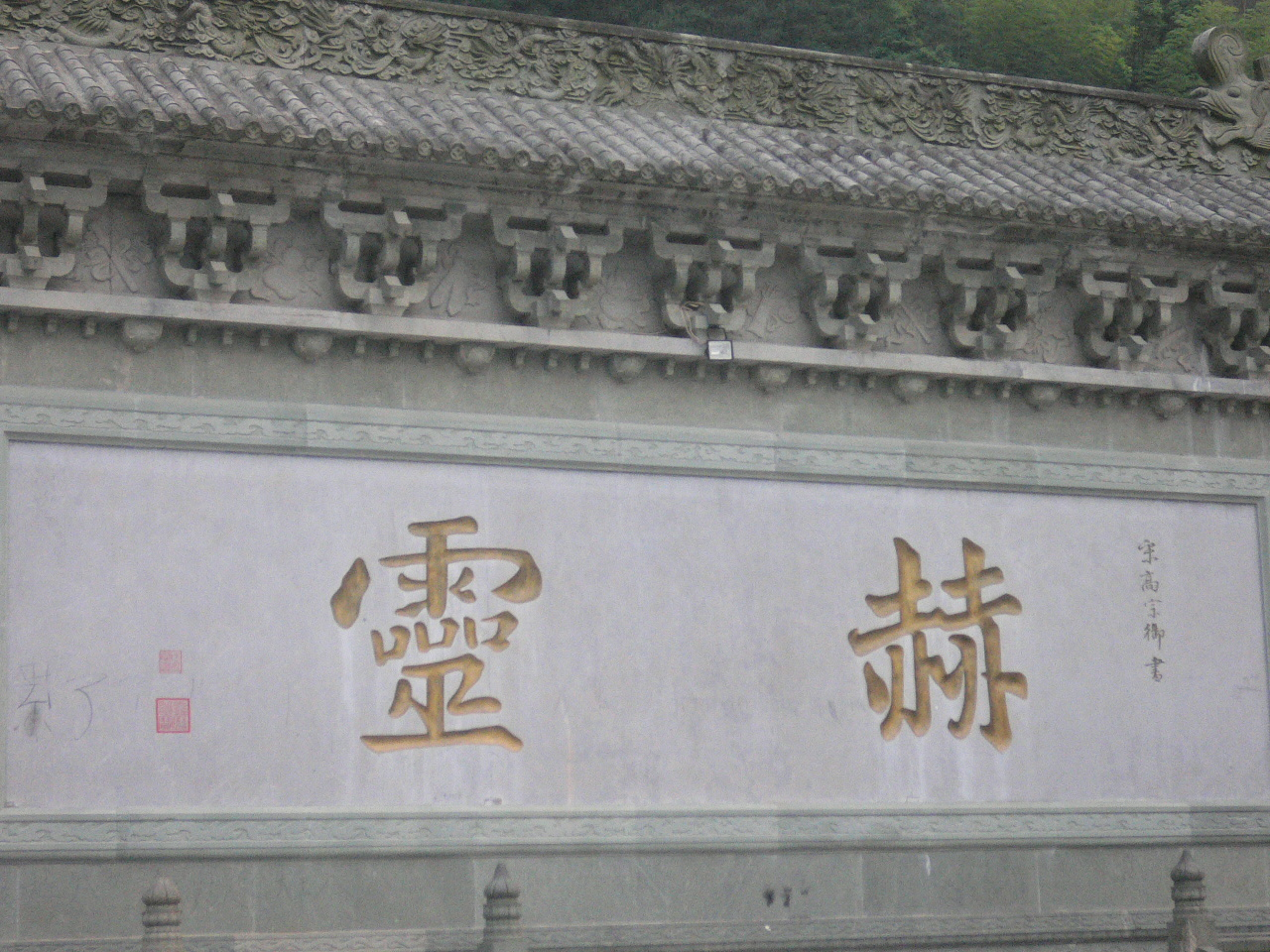
宋高宗赐“赫灵”庙额

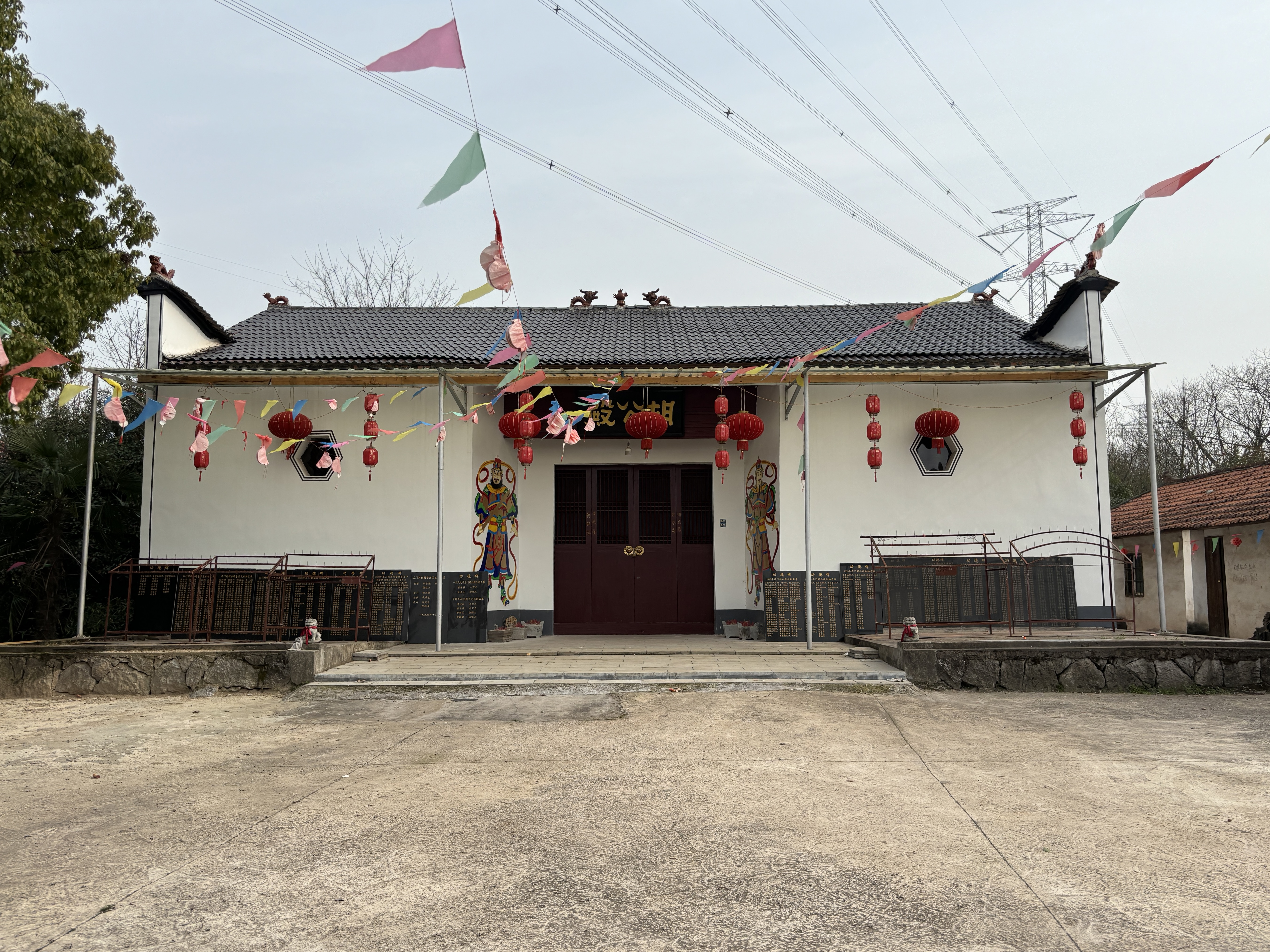
位于浙江省金华市长山乡的胡公庙

由于胡则在为官时善于行事，尽职尽责，卒后亦为百姓所称道，“胡公”逐渐成为一种信仰，并一直延续至今。胡则逝世后，人们在永康方岩之上建祠奉祀。
据《永康县志》记载，宋宣和四年（1122年），胡则被封为佑顺侯，此后对其敕封愈演愈烈。绍兴二十二年（1152年）赐“赫灵”庙额；绍熙三年（1192年）封嘉应侯；嘉泰三年（1203年）加福泽侯；嘉定三年（1210年）加显灵侯；淳祐六年（1246年）进爵为公，更号“显应”寻加“正惠”；宝祐元年（1253年）再加“忠佑”。而后，明太祖朱元璋敕封胡则为“显应正惠忠佑福德齐天大帝”，自此，胡则在民间被称为“胡公大帝”。
每年农历八月十三是胡则生日，民间在此期间举行胡公庙会，以婺衢为中心，覆盖浙中、浙西、浙东、浙南乃至整个江浙闽地区的信众门便会于方岩上祭拜、欢庆，以求风调雨顺。《金华府志》有记：每岁仲秋，浙东西来礼于祠者数百万”。庙会从八月初九开始，至八月十三到达高潮，然后延续至九月九日重阳节为第二个高潮。这些传统习俗形成了浙江的一种古老的旅游与宗教文化。
除了参加方岩庙会，临近地区也有在本地祭拜胡公的习俗，以义乌、东阳为甚。
1937年，蒋介石的原配夫人毛福梅曾来方岩，为西安事变和平解决使得蒋介石平安归来而向胡公还愿。
1959年庐山会议后，毛泽东在经过金华时召集部分市县领导人座谈，曾言及胡公“为官一任，造福一方”。

## 影视作品
电影《胡公传奇》于2010年开机，对胡则的生平故事进行改编。饰演胡则的是香港演员唐文龙。